# Astragalus gentryi
Astragalus gentryi es una especie de planta del género Astragalus, de la familia de las leguminosas, orden Fabales.

## Distribución
Astragalus gentryi se distribuye por México.

## Taxonomía
Fue descrita científicamente por Standl. Fue publicada en Publ. Field Mus. Nat. Hist., Bot. Ser. 22: 22 (1940).